# 小现礁
小现礁，越南称为「小礁」（越南语：／），位于南沙群岛郑和群礁西南约30公里，大现礁以东约18.5公里。为一直径约600米的圆形珊瑚礁，低潮时有部分出露。外围为深海。1935年公布名称为“小觅出礁”，1947年和1983年公布名称为“小现礁”。中国渔民俗称“东南角”。西方文献一般称为“Discovery Small Reef”